# Ціцішвілі Маріам Георгіївна
Маріам (Марія) Георгіївна Ціцішвілі (груз. მარიამი 9 квітня 1768, Тбілісі, Картлі-Кахетинське царство — 30 березня 1850, Москва, Російська імперія) — друга дружина царя Георгія XII, цариця Картлі-Кахетії (1798–1800).

## Біографія

### Сім'я
Маріам Ціцішвілі народилася в Тбілісі, в родині князя Георгія Ціцішвілі, представника одного з найвідоміших грузинських дворянських родів.
13 липня 1783 року Маріам вийшла заміж за Георгія, спадкоємця Картлі-Кахетинського престолу, який недавно втратив першу дружину, княгиню Кетеван Андронікашвілі. Після смерті в 1798 році свого батька, царя Іраклія II, він вступив на престол під ім'ям Георгія XII, і Маріам стала царицею Грузії. 27 квітня 1799 року ЇЇ Високості Цариці Картлінській і Кахетинській Марії Георгіївні був наданий російський орден Святої Катерини великого хреста.
В їхньому шлюбі народилося вісім синів і три доньки:
- Міхеїл (1783—1862)
- Джібраіл (1788—1812)
- Тамара (1788—1850)
- Анна (1789—1796)
- Елізбар (1790—1854)
- Йосип (пом. Після 1798)
- Спиридон (пом. Після 1798)
- Окропір (1795—1857)
- Симеон (1796 — пом. в дитинстві)
- Іраклій (1799—1859)
- Анна (1800—1850)

### Скинення і заслання
18 грудня 1800 року помер цар Георгій XII. Після його смерті монархом себе проголосив Давид XII, старший син Георгія від першого шлюбу. Цариця Дареджан (вдова Іраклія II), та її сини відмовилися визнавати владу Давида. 18 січня 1801 року російський імператор Павло I, незважаючи на дану раніше обіцянку підтримати Давида в разі його вступу на царство, видав указ про скасування Картлі-Кахетинської монархії і приєднання Грузії до Російської імперії. У вересні того ж року, вже після загибелі Павла I, колишній цар був арештований і вивезений в Росію. Долю Давида розділили і багато інших представників правлячої династії: щоб запобігти народним заворушенням, Петербург наказав командувачу російськими військами в Грузії генералу І. П. Лазарєву вивезти всіх представників династії Багратіоні за межі Грузії.
Щоб уникнути полону, Маріам зважилася на втечу. Вона планувала тікати на територію Хевсуреті, де місцеві жителі з неприязню ставилися до росіян. Дізнавшись про те, що цариця хоче сховатися, генерал П. Д. Ціціанов, за іронією долі є її далеким родичем, наказав генералу І. П. Лазарєву негайно взяти Маріам під варту і вивезти в Петербург для подальшого проживання.

### Вбивство Лазарєва
Наступного раноку після того, як був даний наказ, 12 квітня 1803 року, російські солдати на чолі з Лазарєвим оточили Тбіліський палац, де жила Маріам. Увійшли в царські покої, де сиділа колишня цариця в оточенні сплячих дітей, генерал оголосив про те, що їй належить відправитися в Санкт-Петербург, і зажадав негайно розбудити дітей і вивести їх на подвір'я. 
|  | — Діти спят, я не хочу їх будити, малюків злякаются. Хто наказав нам залишити Грузію? — Це наказ головнокомандуючого князя Ціціанова. — Він не вартий носить це ім'я, якщо так відноситься до своєї рідні! — вибухнула царица. |

— Дети спят, я не хочу их будить, малыши испугаются. Кто приказал нам покинуть Грузию?
— Это приказ главнокомандующего князя Цицианова.
У відповідь на відмову Маріам Лазарєв взяв її за ноги і спробував стягнути з тахти, на якій жінка сиділа. Обурена цим образливим вчинком, Маріам негайно встала з тахти, дістала з-під подушки кинджал (за іншими версіями, кинджал був захований в одязі цариці, чи висів на стіні) і завдала Лазарєву колотий удар, після чого кинула закривавлену зброю йому на обличчя зі словами: «Таку смерть заслуговує той, хто до мого нещастя додає ще й неповажне ставлення до мене». Генерал помер миттєво. Почувши шум, ад'ютант Лазарєва Котляревський підбіг до Маріам і, вихопивши шаблю, кількома ударами поранив її в голову, в результаті чого та впала.
В кінцевому підсумку цариця була заарештована і разом з дітьми в примусовому порядку підготовлена до виїзду в Росію.

### Заслання в Росію
Дізнавшись про те, що сталося в Тбіліському палаці, Олександр I обійшовся з царицею не надто жорстоко. 2 червня 1803 року курський губернатор А. М. Верьовкін отримав наказ від імператора Всеросійського і міністра закордонних справ В. П. Кочубея. Згідно з ним, покарання, визначене «грузинській цариці Марії, при відправленні її з Грузії за вчинення вбивства з помсти та злоби …, і дочці її царівні Тамарі, на дане злодіяння спокусившись», мало стати «перебування в Бєлгородському Різдвяному монастирі» (Тамара Багратіоні також була піддана покаранню — за спробу вбивства тифліського поліцеймейстера, що дивом уникнув смерті).
У травні 1803 року кортеж з царською сім'єю під конвоєм покинув Тбілісі. Під час проходження кортежу через Дар'яльську ущелину місцеві жителі спробували відбити царицю та її дітей, але спроба ця не увінчалася успіхом.

## Утримання в монастирі

### Перші роки
Після прибуття в Бєлгород, в Різдвяний жіночий монастир, цариця була розміщена в келії ігумені Агафоклії. Дітей, прислугу, та наближених цариці розмістили в найближчих келіях, паралельно почавши зводити прибудову до монастиря для більш комфортного їх перебування.

Незважаючи на те, що Маріам і представники її оточення утриися в практично тюремних умовах, Олександр I вважав це покарання максимально гуманним і писав архієпископу Курському і Бєлгородському Феоктисту : 
|  | Не піддаючи царицю Марію і дочку її всій суворісті монастирського життя, що не дозволяйте їм в образі життя нічого спокусливого, .. викладаючи їм потрібні духовні настанови і переконуючи їх, що доля ... є сама поблажливість, яку, в міру їхні злочину, призначити їм було можна... |

За всіма бранцями було встановлене «обережне стеження», основним чином, спрямоване на те, щоб попередити наявність зброї у кого-небудь з них. З цієї причини в перші роки утримуваним в монастирі в'язням заборонялося покидати територію монастиря для прогулянок по місту.
Архієпископ Феоктист, який симпатизував цариці, всіляко сприяв пом'якшенню відношення влади до ув'язнених. Коли влада Курської губернії запропонувала виселити свиту і прислугу цариці за межі монастиря (перебування чоловіків у обителі суперечило звичаям), Феоктист звернувся до курського губернатора П. І. Протасова з проханням не робити цього, повідомивши, що «все проходить спокійно і пристойно» і «не потрібно тепер турбувати царицю». Проте через деякий час чоловічу частину свити (крім лікаря, духівника і одного служителя) все ж таки виселили на міські квартири.
На другому році заслання Маріам звернулася до імператора з проханням надати її дітям монарше благовоління нарівні з іншими грузинськими царевичами. Олександр I поставився прихильно до її прохання, сказавши, що «сини її, для належного виховання, могли б бути поміщені в Петербурзі в якомусь кадетському корпусі або в Москві при університеті … Мало-помалу забули б навички своєї землі і, переродилися, так сказати, з грузин в росіян, з часом могли б бути корисніші, ніж інші грузинські принци і князі». Незабаром старші сини цариці покинули Бєлгород.
Членам сім'ї, які залишилися в Бєлгороді постійно не вистачало грошей. Утримання, призначене губернською владою — 250 рублів на місяць — виплачувалося нерегулярно. Бєлгородський скарбник надсилав по 150—200, а частіше по 100 рублів. Зважаючи на це Маріам була змушена утримувати свиту, що налічувала близько 30 осіб, на власні гроші, які іноді надсилалися їй з Грузії. Одного разу ув'язнена попросила губернатора Протасова виділити їй 2000 рублів на екіпаж, щоб її діти могли виїжджати в світ, але у відповідь Протасов сказав, що в наданні екіпажу «великої потреби не бачить». В одному з листів, датованому кінцем 1800-х років, Маріам скаржилася, що вже протягом двох місяців не отримує грошей, і їй «тепер навіть нема чим і просочитися».

### Кінець заслання
В останні два роки ув'язнення в монастирі, після численних прохань з боку цариці, їй було дозволено виїжджати в передмістя Бєлгорода для прогулянок. Ці прогулянки проходили під невсипущим контролем. Городничий, якому Маріам зобов'язувалася доповідати про свій маршрут, розставляв конвой на шляху її проходження. Протягом кожної прогулянки конвойні спостерігали за жінкою, а коли вона поверталася до своїх покоїв, доповідали про це городничому.
У 1811 році син цариці Міхеїл, який зробив на той час успішну кар'єру, звернувся до Олександра I з проханням звільнити матір в зв'язку з погіршенням її здоров'я, і отримав згоду. Цариці було надано дозвіл на переселення в Москву. Проживаючи в Москві, вона робила візити і надавала матеріальну допомогу грузинським студентам. Вона померла в 1850 році у віці майже 82 років і була похована в усипальниці грузинських царів в Соборі Свєтіцховелі у Мцхета.

## Зовнішність
У 1810 році через Бєлгород проїжджав володимирський губернатор І. М. Долгоруков з дружиною, який відвідав в'язнів Різдвяного монастиря. У своїх подорожніх записках він залишив спогади про колишню грузинської цариці: 
|  | Покої її (Марії Георгіївни) не відповідають її колишньому званню: низькі, бідні і тісні, але в монастирі і то палац. Вона прийняла дружину мою і мене з вдячною гордістю, означає, що вона себе скрізь відчуває царицею. Їй років 40: зріст її не великий, постава ставна, обличчя азіатське, краси повне, говорить мало і через перекладача ... Цариця дуже богомольна ... Менші діти її, син і дочка, ще хлопці; вони дуже милі, добре виховуються. Цариця для їх навчання іноземним мовам тримає француза… |

Схожі спогади про зовнішній вигляд Маріам залишили Бєлгородці, які зустрічали її під час прогулянок. Городянам вона запам'яталася як «струнка, зі строгими, виразними рисами обличчя, з гачкуватим носом», жінка.